# Hermann Recknagel (General)
Hermann Recknagel (* 18. Juli 1892 in Hofgeismar; † 23. Januar 1945 bei Petrikau) war ein deutscher General der Infanterie im Zweiten Weltkrieg.

## Familie
Recknagel wurde in der Strauchmühle an der Lempe zwischen den beiden heutigen Hofgeismarer Stadtteilen Carlsdorf und Gesundbrunnen geboren. Er war der jüngste Sohn des Gutspächters Adolf Recknagel und dessen Ehefrau Maria, geborene von Hof. Recknagel heiratete am 28. Oktober 1924 in Beulwitz Carola von Hertzberg (* 23. Februar 1903 in Borkau; † 19. September 1961 in Kassel).

## Laufbahn

### Erster Weltkrieg
Nach seiner Schulzeit trat er als Offiziersanwärter am 25. September 1913 in das Infanterie-Regiment „von Wittich“ (3. Kurhessisches) Nr. 83 ein. Kurz nach Ausbruch des Ersten Weltkriegs wurde er am 6. August 1914 zum Leutnant befördert und mit seinem Regiment an die Westfront verlegt, wo er als Zugführer diente. Ende 1914 kam das Regiment dann an der Ostfront zum Einsatz. Bei den dortigen Kämpfen wurde er mehrfach verwundet. Als Regimentsadjutant erhielt Recknagel am 18. April 1918 die Beförderung zum Oberleutnant.

### Zwischenkriegszeit
Nach seiner mit dem Kriegsende bedingten Entlassung trat Recknagel zunächst in das Freikorps Maercker ein, wurde dann aber bereits im Juni 1919 in das 200.000-Mann-Übergangsheer der Reichswehr übernommen, als das Freikorps Maercker (das sogenannte Freiwillige Landesjägerkorps) als Reichswehr-Brigade 16 in das Heer übernommen wurde. Dort diente er erst im Stab dieser Brigade in Weimar, dann ab 1. Oktober 1919 im Reichswehr-Infanterie-Regiment 32 der Reichswehr-Brigade 16, ebenfalls in Weimar. Ab 1. Oktober 1920 diente er im Infanterie-Regiment 12 in Halberstadt. 1921 wurde er Adjutant im gleichen Regiment. Vom 1. Oktober 1921 bis zum 30. September 1922 war er zur Führergehilfenausbildung (der getarnten Generalstabsausbildung) als Batterieoffizier ins 4. Artillerie-Regiment in Dresden abkommandiert. Ab 1. Oktober 1922 diente er wieder bei seinem Stammregiment in Halberstadt, wo er am 1. November 1923 Regimentsadjutant wurde und am 1. Oktober 1926 die Beförderung zum Hauptmann erhielt. Ab 1. April 1928 war er Chef der 14. Kompanie, und 1930 wechselte er als Chef zur 7. Kompanie des Regiments in Quedlinburg.
Am 1. August 1934 erfolgte seine Beförderung zum Major und am 1. Oktober 1934 die Ernennung zum Kommandeur des II. Bataillons des Infanterie-Regiments Glogau, das am 15. Oktober 1935 bei der Enttarnung in Infanterie-Regiment 54 umbenannt wurde. In dieser Dienststellung wurde er am 1. März 1937 zum Oberstleutnant befördert.

### Zweiter Weltkrieg
Kurz vor Beginn des Zweiten Weltkriegs wurde Recknagel am 26. August 1939 zum Kommandeur des Regiments ernannt, das er im Rahmen der 18. Infanterie-Division zunächst während des Überfalls auf Polen befehligte. Dabei kam es während der Schlacht an der Bzura wie auch bei der Belagerung von Warschau zum Einsatz. Am 1. Februar 1940 wurde er Oberst, und ab Mai 1940 führte er sein Regiment im Westfeldzug. Für die Eroberung der Stadt Dünkirchen durch sein Regiment erhielt er am 5. August 1940 das Ritterkreuz des Eisernen Kreuzes.
Nach Ende der Kampfhandlungen in Frankreich wurde das Regiment in Vorbereitung auf das Unternehmen Barbarossa in den Osten verlegt und war dort mit dem Beginn des Angriffs auf die Sowjetunion im Juni 1941 im Einsatz. Am 15. Juli 1941 wurde Recknagel bei Winnyzja in der Ukraine verwundet. Nach Lazarettaufenthalt und Genesung beauftragte man Recknagel zunächst ab 1. Januar 1942 mit der Führung der 111. Infanterie-Division und ernannte ihn am 1. Mai 1942 bei gleichzeitiger Beförderung zum Generalmajor zu deren Kommandeur. Als solcher wurde er am 1. Juni 1943 zum Generalleutnant befördert. Während der Sommeroffensive drang die Division bis in den Kaukasus vor und wurde im folgenden Winter 1942/43 in verlustreiche Rückzugsgefechte verwickelt. Dabei gelang es Recknagel seine Division über das Eis des Asowschen Meeres zu den eigenen Linien zurückzuführen. Während der sowjetischen Donezbecken-Operation wurden einige deutschen Divisionen nördlich von Taganrog eingeschlossen, darunter auch die 111. Infanterie-Division. Recknagel übernahm das Kommando über die Verbände im Kessel und führte sie als Korpsgruppe Recknagel zwischen dem 15. und dem 31. August 1943 erfolgreich aus der Umklammerung. Dafür erhielt Recknagel am 6. November 1943 das Eichenlaub zum Ritterkreuz. 
Am 30. Oktober 1943 wurde er kurzzeitig in die Führerreserve und dann am 15. November 1943 zum Sonderstab I (Operationsabteilung Ost) im Oberkommando des Heeres (OKH) versetzt, den er bis zum 25. Februar 1944 leitete. Im März 1944 wurde Recknagel mit der Neuaufstellung des XXXXII. Armeekorps beauftragt. Am 28. April wurde er mit der stellvertretenden Führung, am 15. Juni mit der Führung dieses Korps als Kommandeur beauftragt. Am 1. Juli 1944 wurde er zum General der Infanterie befördert und gleichzeitig zum Kommandierenden General des XXXXII. Armeekorps ernannt. Das Korps trug Anfang August 1944 die Hauptlast der Abwehr sowjetischer Panzertruppen, die im Zuge der Lwiw-Sandomierz-Operation die Weichsel überquert hatten. Für seinen Einsatz bei den Kämpfen um den Brückenkopf Baranów wurde er am 23. Oktober 1944 mit den Schwertern zum Ritterkreuz ausgezeichnet.
Danach war sein Korps – mit der 72., 88., 291. und 342. Infanterie-Division – im Winter 1944/45 als Teil der 17. Armee und der Heeresgruppe A an den Abwehrkämpfen gegen die Rote Armee beteiligt. Dabei wurde das Korps ab dem 12. Januar 1945 angegriffen und innerhalb weniger Tage weitgehend überrannt. Während dieser sowjetischen Weichsel-Oder-Operation versuchten die Restverbände zunächst Anschluss an das XXIV. Panzerkorps (Gen. Walther Nehring) bei Kielce zu finden und dann in ständigen Kämpfen mit sowjetischen Truppen und polnischen Partisanen als „wandernder Kessel“ die Verbindung mit der inzwischen weit nach Westen abgedrängten deutschen Front wiederherzustellen. Dabei wurde das Korps zum größten Teil vernichtet.
In der Literatur ist verschiedentlich behauptet worden, Recknagel sei bereits am 15. Januar durch eine gegnerische Granate getötet worden. Tatsächlich war der Korpsstab bei den Kämpfen zerschlagen worden. Recknagel wurde aber tatsächlich am 23. Januar 1945 von Partisanen zwischen Petrikau und Tomaszów Mazowiecki erschossen.

### Auszeichnungen
- Eisernes Kreuz (1914) II. und I. Klasse[5]
- Verwundetenabzeichen (1918) in Silber[5]
- Waldeckisches Verdienstkreuz IV. Klasse mit Schwertern[5]
- Österreichisches Militärverdienstkreuz III. Klasse mit der Kriegsdekoration[5]
- Ritterkreuz des Eisernen Kreuzes mit Eichenlaub und Schwertern[6]
  - Ritterkreuz am 5. August 1940
  - Eichenlaub am 6. November 1943 (319. Verleihung)
  - Schwerter am 23. Oktober 1944 (104. Verleihung)
- Deutsches Kreuz in Gold am 11. November 1943[6]